# 大後頭直筋
大後頭直筋（だいこうとうちょくきん、英語: rectus capitis posterior major muscle）は背部の筋肉のうち、軸椎(C2)と後頭骨の間を繋いでいる筋肉である。頭部の後屈、側屈、回旋作用を持つ。
大後頭直筋の起始は、軸椎の棘突起から起こり、小後頭直筋の外側で後頭骨下項線に停止する。

## 画像

大後頭直筋。赤色で示す。
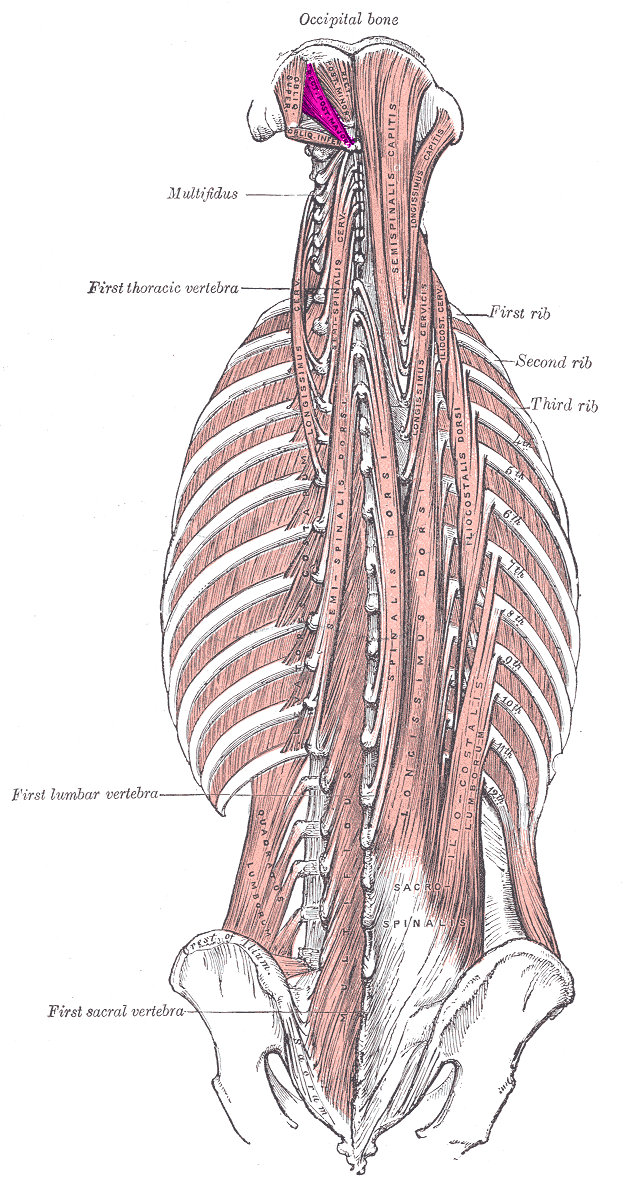
背部の筋。大後頭直筋は紫色。
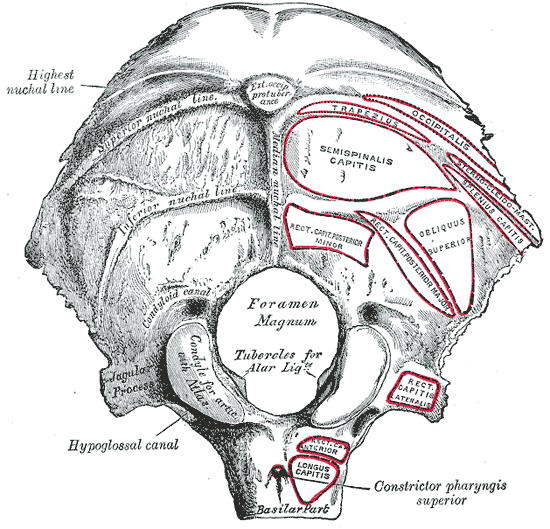
後頭骨外側面。
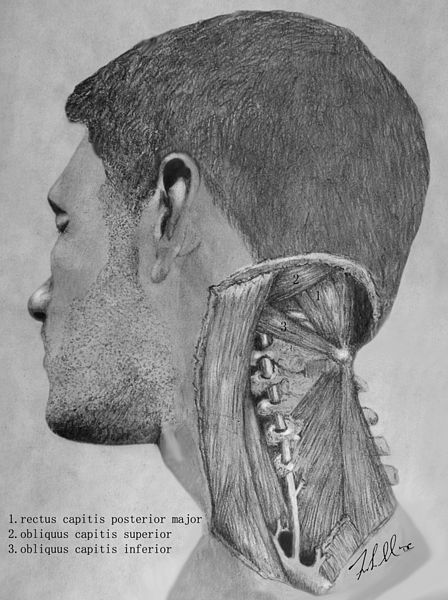
頸部の筋。